# Polikarpov I-6
Il Polikarpov I-6 (in caratteri cirillici Поликарпов И-6) era un caccia monomotore biplano realizzato dall'OKB 84 diretto da Nikolaj Nikolaevič Polikarpov insieme con Dmitrij Pavlovič Grigorovič, sviluppato in Unione Sovietica nei tardi anni venti e rimasto allo stadio di prototipo.

## Storia del progetto
Nell'ambito del più vasto piano quinquennale per lo sviluppo economico dell'Unione Sovietica, il 28 giugno 1928 venne redatto un programma relativo allo sviluppo dell'aviazione nazionale che, a seguito di una valutazione di velivoli sperimentali, tra cui caccia monoposto, da fornire nel periodo 1928-1931, avrebbe dovuto selezionare i modelli più idonei da avviare alla produzione di massa e, nel caso dei modelli militari, creare una nuova generazione di velivoli in grado di sostituire gli esemplari fino ad allora in dotazione alla Sovetskie Voenno-vozdušnye sily (VVS), l'aeronautica militare sovietica, modelli considerati oramai superati come i Grigorovich I-2 ed I-2bis ma in gran parte di concezione straniera come i caccia Martinsyde F.4 Buzzard, Fokker D.VII e Fokker D.XI.
La specifica relativa alla fornitura di un nuovo modello di aereo da caccia prevedeva fosse equipaggiato con un motore radiale Bristol Jupiter VII, con l'obbligo di presentare il prototipo entro il 1º settembre 1929. Per il suo sviluppo nel maggio 1929 venne ordinato all'ufficio di progettazione (OKB) nr. 84 diretto da Nikolaj Nikolaevič Polikarpov di creare un velivolo dall'impostazione convenzionale, di costruzione lignea, modello che assunse la designazione ufficiale I-6 (da Istrebitel, caccia). Parallelamente, l'OKB 156 diretto da Andrej Nikolaevič Tupolev venne incaricato di sviluppare un nuovo modello usufruendo della tecnologia a tecnica mista (metallo e legno/compensato), internamente identificato con la sigla ANT-12 e che assunse la designazione ufficiale I-5.
Il progetto I-5, iniziato da Pavel Osipovič Suchoj sotto la supervisione di Tupolev, si ritrovò in ritardo a causa della maggiore attenzione rivolta dall'OKB nello sviluppo di bombardieri di grandi dimensioni. Come conseguenza i lavori di sviluppo degli I-5 ed I-6 vennero unificati nel 1929 sotto la direzione di Polikarpov, anche se nessuno dei due progetti riuscì ad essere completato nella data richiesta.
Nikolaj Polikarpov, in seguito ai risultati dei suoi progetti ritenuti insoddisfacenti dal governo, venne arrestato dal Direttorato politico dello Stato (OGPU), la polizia segreta sovietica, nel settembre 1929 con l'accusa di sabotaggio industriale e per questo condannato a morte, sentenza in seguito permutata in dieci anni di reclusione in un campo di lavoro. Nel dicembre 1929 l'OGPU riunì un certo numero di ingegneri aeronautici presso il campo di prigionia di Butyrka, compreso Polikarpov, istituendo il Konstruktorskoye Byuro Vnutrenniya Tyurma (KB VT) e la cui direzione venne assegnata a Dmitrij Pavlovič Grigorovič. Nei primi mesi del 1930, il KB VT venne in seguito trasferito sotto la direzione dello stabilimento (Zavod) Nr. 30 situato nell'area dell'aeroporto centrale M.V. Frunze, struttura ora scomparsa nella zona Hodynka, a nord-ovest del centro di Mosca.

## Utilizzatori
Unione Sovietica
- Sovetskie Voenno-vozdušnye sily

utilizzato solo per prove comparative.

### Approfondimenti
- (EN)  Abanshin, Michael E. and Gut, Nina. Fighting Polikarpov, Eagles of the East No. 2. Lynnwood, WA: Aviation International, 1994. ISBN 1-884909-01-9
- (EN)  Ede, Paul and Moeng, Soph (gen. editors) The Encyclopedia of World Aircraft ISBN 1-85605-705-4
- (EN)  Gordon, Yefim and Khazanov, Dmitri. Soviet Combat Aircraft of the Second World War, Volume One: Single-Engined Fighters. Earl Shilton, Leicester, UK: Midland Publishing Ltd., 1998. ISBN 1-85780-083-4
- (EN)  Green, William and Swanborough, Gordon. The Complete Book of Fighters. New York: Smithmark Publishers, 1994. ISBN 0-8317-3939-8.
- (EN)  Gunston, Bill (1995). The Osprey Encyclopedia of Russian Aircraft 1875-1995. London: Osprey. ISBN 1-85532-405-9.
- (EN)  Gunston, Bill (1995). Tupolev Aircraft since 1922. Annapolis, MD: Naval Institute Press. ISBN 1-55750-882-8.
- (FR)  Léonard, Herbert. Les avions de chasse Polikarpov. Rennes, France: Editions Ouest-France, 1981. ISBN 2-85882-322-7
- (EN)  Stapfer, Hans-Heiri. Polikarpov Fighters in Action, Part 1 (Aircraft in Action number 157). Carrollton, TX: Squadron/Signal Publications, Inc., 1995. ISBN 0-89747-343-4